# Cangagua
[[Categoría:Cuadros de {{{3}}}]]
  
Cangagua es un cuadro de estilo indigenista, del pintor ecuatoriano Pedro León, La obra ganó el primer premio del concurso de pinturas Mariano Aguilera en el año 1941. Se encuentra exhibida permanentemente en la sala de indigenismo del Museo de Arte Moderno de la Casa de la Cultura Ecuatoriana.

## Descripción
El óleo muestra dos mujeres indígenas, que aparecen dormidas en primer terminó y revelan un profundo cansancio, yacen en sentido contrario abrazadas que estrechan su hermandad o lazos familiares, y tras ellas un paisaje seco sin vegetación que le otorgan a las mujeres un sentido de abandono.
El artista utilizó una paleta de colores ocres, grises y terrosos, la cual representa la topografía del suelo áspero que da una idea de la profundidad del campo.

## Análisis
Dentro de la vertiente del indigenismo, es la obra más importante de Pedro León, en la cual hace una clara denuncia a la opresión en la cual vivían las poblaciones indígenas del Ecuador.